# Wim Anderiesen Jr.
Wim Anderiesen Jr. (Amszterdam, 1931. szeptember 2. – Heerhugowaard, 2017. január 27.) holland labdarúgó, hátvéd. Apja Wim Anderiesen (1903–1944) válogatott labdarúgó.

## Pályafutása
1951 és 1961 között az Ajax csapatában játszott, ahol két bajnoki cím részese volt pályafutása alatt (1956–57, 1959–60). 1961 és 1965 között az SHS labdarúgója volt. 1965-ben vonult vissza az aktív labdarúgástól.

## Sikerei, díjai
AFC Ajax
- Holland bajnokság
  - bajnok (2): 1956–57, 1959–60